# 冰棒
冰棒是指由水、果汁、糖、牛乳等混合搅拌冷冻而成的一種长条形，中有细棍的冰品。

## 作法
將糖等調味料、香料與色素加入水、果汁或是牛奶中，放入圓柱型的製冰盒中，並在中央處插入長軸（通常是木棒或塑膠製長軸）並冷凍結冰即成冰棒。有些固體的食材也經常被作為冰棒的原料之一，像是果肉、紅豆、綠豆等。
另外也有些冰棒會在結冰之後，再淋上熔化的巧克力或奶油覆蓋在其表面使其凝固，增加冰棒的口感。

## 歷史
早在1872年，羅斯與羅賓斯二人就開始售賣一種插在棍子上的冷凍水果甜點，稱作“Hokey-Pokey”。
1923年，來自美國舊金山的弗朗西斯·威廉·“弗蘭克”·埃珀森在獲得“凍冰棍”（Frozen ice on a stick）的專利許可後，冰棒就此普及。
埃珀森自稱他於1905年做出了第一支冰棒，那時他只有11歲。在一個寒冷的夜晚，他不小心把檸檬蘇打水和攪拌棒遺忘在門廊，後來這個故事還印在了冰棒盒上。長大後的埃珀森在奧克蘭生活，擔任檸檬水銷售員。1922年，埃珀森在一家房地產公司擔任經紀人，在一次消防員舞會上，他將冰棒推介給在座的消防員。而這一產品很快受到市場的歡迎；1923年，時年29歲的埃珀森獲得“Epsicle”冰棒的專利，次年又取得“所有手持冷凍甜點及冰棒棒糖”的專利。後來，他在海王星海灘主題公園正式推出七款水果風味的Epsicle冰棒，以“冰凍棒棒糖”或“棒棒飲料”為名販售。
幾年後，埃珀森將冰棒的發明權和Popsicle商標所有權賣給了紐約的喬洛公司。

## 外部連接
维基共享资源上的相關多媒體資源：冰棒